# منافسة الموقع التذكاري لمركز التجارة العالمي
منافسة الموقع التذكاري لمركز التجارة العالمي هي أكبر مسابقة تصميم في التاريخ، نظمت في مدينة نيويورك من قبل شركة تنمية مانهاتن (LMDC) وفقاً لمواصفات المهندس المعماري دانيل ليبسكيند.
- بدأت المسابقة في 28 نيسان / أبريل 2003
- في عام 2004 فاز المسابقة المهندس المعماري الإسرائيلي اراد مايكل (Michael Arad).
- شارك في المسابقة 5201 مهندس من 63 دولة، من أصل 13683 سجلوا في المسابقة 50 من 94 دولة، ولهذا فهي أكبر مسابقة تصميم في التاريخ.

## المتطلبات التوجيهية
- تعترف بكل فرد كان ضحية لهجمات 11 سبتمبر 2001
- توفير مساحة من الهدوء والتأمل للزيارات
- منطقة لأسر الضحايا

## مرحلة التأهيل
لجنة التحكيم اختارت 8 مهندسين للمشاركة في مرحلة المسابقة.